# Lincoln Square (Manhattan)

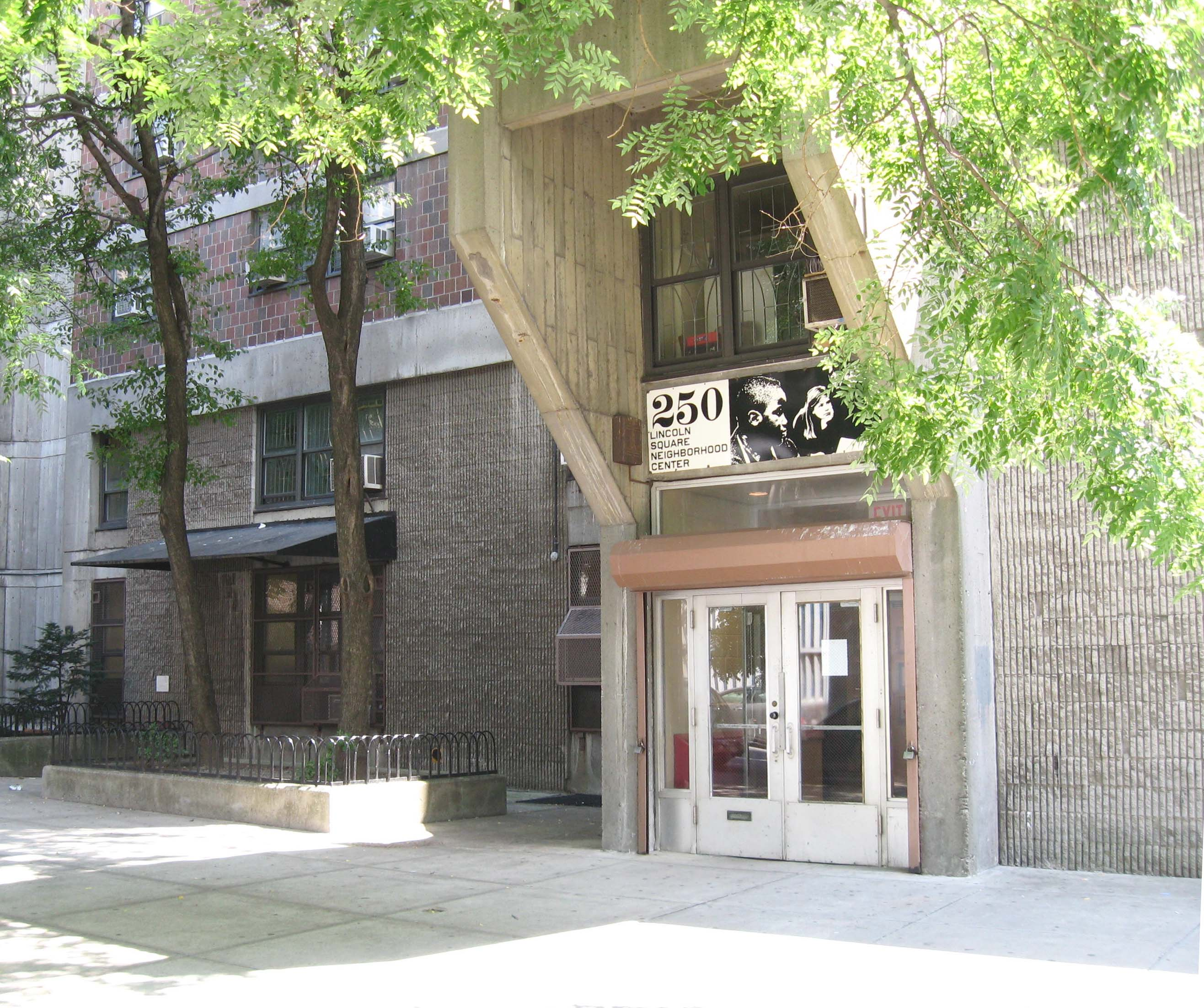
Das Nachbarschaftszentrum von Lincoln Square (Lincoln Square Neighborhood Center)

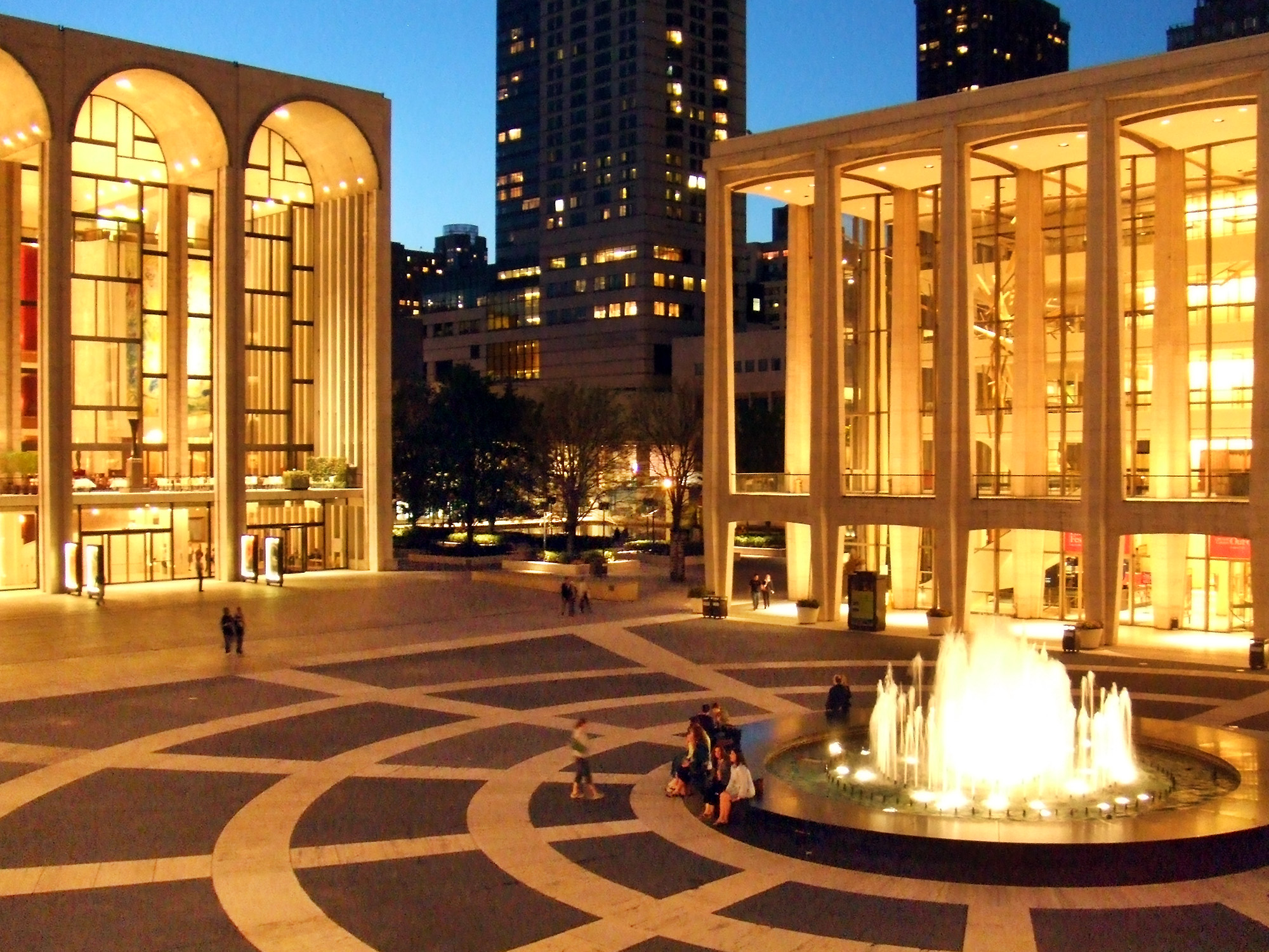
Das Kulturzentrum Lincoln Center am Lincoln Square

Lincoln Square ist ein Platz wie auch ein Stadtviertel, das diesen Platz umgibt, in der Upper West Side im Stadtbezirk Manhattan in New York City.

## Lage
Der Platz Lincoln Square liegt an der Kreuzung von Broadway und der Columbus Avenue zwischen der West 65th und West 66th Street. Das Stadtviertel wird im Allgemeinen von der West 72nd Street im Norden, dem Central Park West im Osten, der West 59th Street im Süden und dem Hudson River im Westen begrenzt. 
Lincoln Square ist mit den Stationen 59 Street–Columbus Circle, 66 Street–Lincoln Center und 72 Street an die U-Bahn-Strecke IRT Broadway - Seventh Avenue Line an die New York City Subway angeschlossen. Hier verkehren die Linien  (2 und 3 nur an der 72nd Street).

## Geschichte
Westlich von Columbus Avenue und Broadway war dieses Viertel ähnlich heruntergekommen wie früher Hell’s Kitchen im Süden und wie in West Side Story dargestellt. Der Bau des Kulturzentrums Lincoln Center und in jüngerer Zeit die Errichtung mehrerer Wohnwolkenkratzer, darunter die höchsten 200 Amsterdam und 50 West 66th Street führten zu einer Gentrifizierung von Lincoln Square.
Das Lincoln Square BID kümmert sich um die Touristeninformation, die Reinigung der Bürgersteige sowie einen Sicherheitsdienst.
Die Namensherkunft ist immer noch nicht geklärt.

## Kulturzentrum
In diesem Viertel befindet sich das Kulturzentrum Lincoln Center mit der Metropolitan Opera (kurz: MET), dem American Ballet Theatre, den New Yorker Philharmonikern und deren Konzerthalle Avery Fisher Hall, dem New York State Theater, das Produktionen des New York City Ballet und der New York City Opera zeigt. Des Weiteren sind hier das Musikkonservatorium und die Schauspielschule Juilliard School, das Vivian Beaumont Theater, das Filmmuseum der Film Society of Lincoln Center sowie das Rose Theater der Institution Jazz at Lincoln Center (Künstlerischer Leiter: Wynton Marsalis) untergebracht.